# Episodi di JAG - Avvocati in divisa (decima stagione)
La decima e ultima stagione della serie televisiva JAG - Avvocati in divisa, composta da 22 episodi, è stata trasmessa in prima visione negli Stati Uniti d'America dalla CBS tra il 24 settembre 2004 e il 29 aprile 2005.
In Italia è stata trasmessa in prima visione da Rai 2 nel 2006.
| nº | Titolo originale              | Titolo italiano              | Prima TV USA      | Prima TV Italia |
| -- | ----------------------------- | ---------------------------- | ----------------- | --------------- |
| 1  | Hail & Farewell: Part 2       | Cena d'addio                 | 24 settembre 2004 | 2006            |
| 2  | Corporate Raiders             | Avventurieri                 | 1º ottobre 2004   | 2006            |
| 3  | Retrial                       | Riesame                      | 15 ottobre 2004   | 2006            |
| 4  | Whole New Ball Game           | Tutta un'altra storia        | 29 ottobre 2004   | 2006            |
| 5  | This Just In from Baghdad     | Ultime da Baghdad            | 5 novembre 2004   | 2006            |
| 6  | One Big Boat                  | Uomo in mare                 | 12 novembre 2004  | 2006            |
| 7  | Camp Delta                    | Campo Delta                  | 19 novembre 2004  | 2006            |
| 8  | There Goes the Neighborhood   | Ritorno dal passato          | 26 novembre 2004  | 2006            |
| 9  | The Man on the Bridge         | Manuale dell'assassino       | 10 dicembre 2004  | 2006            |
| 10 | The Four Percent Solution     | La terapia                   | 17 dicembre 2004  | 2006            |
| 11 | Automatic for the People      | Oscar                        | 7 gennaio 2005    | 2006            |
| 12 | The Sixth Juror               | Il sesto giurato             | 14 gennaio 2005   | 2006            |
| 13 | Heart of Darkness             | Cuore di tenebra             | 4 febbraio 2005   | 2006            |
| 14 | Fit for Duty                  | Idoneo al servizio           | 11 febbraio 2005  | 2006            |
| 15 | Bridging the Gulf             | Allarme nel golfo            | 18 febbraio 2005  | 2006            |
| 16 | Straits of Malacca            | Lo stretto di Malacca        | 23 febbraio 2005  | 2006            |
| 17 | JAG: San Diego                | Doppio incarico              | 11 marzo 2005     | 2006            |
| 18 | Death at the Mosque           | Cronista di guerra           | 1º aprile 2005    | 2006            |
| 19 | Two Towns                     | Due città                    | 8 aprile 2005     | 2006            |
| 20 | Unknown Soldier               | Milite ignoto                | 15 aprile 2005    | 2006            |
| 21 | Dream Team                    | Uno strano idillio           | 22 aprile 2005    | 2006            |
| 22 | Fair Winds and Following Seas | Il destino non fa le valigie | 29 aprile 2005    | 30 agosto 2006  |

## Cena d'addio
- Titolo originale: Hail & Farewell: Part 2
- Diretto da: Terrence O'Hara
- Scritto da: Stephen Zito

### Trama
Mac una sera rientra a casa e trova l'appartamento a soqquadro. Immediatamente dopo, arriva l'agente Tanveer del servizio segreto inglese (incontrato nell'episodio Cavallo di Troia della nona stagione), dicendole di essere stato ferito da un famigerato killer internazionale detto "Il Falco", il quale sta cercando del materiale posseduto da Clayton Webb. Harm aiuta Mac nelle indagini, e i due trovano vari indizi che farebbero supporre che Webb sia ancora vivo. Al JAG è un periodo di transizione; il Comandante Turner è stato nominato capo provvisorio, dimostrandosi molto zelante.
- Nota. Conclusione della storia iniziata con l'ultimo episodio della nona stagione.

## Avventurieri
- Titolo originale: Corporate Raiders
- Diretto da: Bradford May
- Scritto da: Don McGill

### Trama
In Iraq, durante un servizio di sorveglianza di un leader curdo, una pattuglia di Marines viene ingaggiata in uno scontro a fuoco, in cui muore il caporale Sheehy. Poco dopo si scopre che lo scontro è nato per un errore di un appartenente a una milizia privata, ingaggiata dal leader curdo stesso, e che quindi si è trattato di un incidente di fuoco amico. Il fatto verrebbe archiviato, se non fosse per l'insistenza della vedova di Sheehy. A capo della milizia vi è l'ex Sergente Maggiore dei Marines Thomas Elgart, che nonostante non sia più in servizio attivo viene sottoposto a corte marziale, dove viene difeso da Harm, e Mac sostiene l'accusa. La milizia fa capo a una società privata gestita dall'ex Comandante Merrick, il quale offre una grossa somma di denaro a Elgart purché si dichiari colpevole, fatto che insospettisce Harm, il quale compie delle indagini approfondite.

## Riesame
- Titolo originale: Retrial
- Diretto da: Jeannot Szwarc
- Scritto da: Larry Moskowitz

### Trama
Il marinaio Wainright è in carcere da 22 anni, con l'accusa di omicidio, per aver ucciso un travestito a coltellate. Egli sostiene di averlo solo ferito, e il suo caso viene sottoposto all'attenzione di Harm dalla professoressa Alicia Montes, un'insegnante di diritto, che con la sua classe ha esaminato il caso, e quello degli altri omicidi avvenuti nello stesso periodo e nella stessa zona, trovando un collegamento con un altro caso, fatto che potrebbe scagionare Wainright. Viene anche stabilito che la pubblica accusa del processo a Wainright era a conoscenza di questo collegamento, ma non ne informò la difesa. Il caso diventa politico, sia perché deve essere il Presidente degli Stati Uniti stesso ad autorizzare la riapertura del caso, essendo passati più di vent'anni dal processo, sia perché la pubblica accusa del processo, Marvin Bolton, è ora un politico molto influente. Mac fa la parte dell'accusa nel caso del Maresciallo Renfield, accusato di poligamia per aver sposato quattro donne, le quali insistono con Mac affinché ritiri le accuse.

## Tutta un'altra storia
- Titolo originale: Whole New Ball Game
- Diretto da: Terrence O'Hara
- Scritto da: Darcy Meyers

### Trama
Il JAG è ancora senza un nuovo capo. Il Presidente caldeggia la nomina del Colonnello Cresswell, un Marine, uomo d'azione più che un fine oratore, e il Segretario della Marina nomina l'Ammiraglio Kly, suo amico, come presidente della commissione che deve giudicare la candidatura di Cresswell. La commissione esprime parere positivo, ma la presenza di Kly viene malvista dal Senato, il quale sottopone la nomina al Comitato per le Forze Armate. Cresswell si presenta al Comitato rispondendo alle domande in modo franco, a volte poco diplomatico, ma giusto, ma il Comitato esprime parere negativo. Harm e Mac sono alle prese con una disputa tra pescatori americani e canadesi, dove l'intervento di una nave militare americana ha portato al ferimento di un pescatore canadese da parte del Sottotenente Geery. La disputa è tutt'altro che amichevole, e occorre procedere con molta cautela, per evitare uno scontro armato tra gli equipaggi dei due pescherecci.

## Ultime da Baghdad
- Titolo originale: This Just in from Baghdad
- Diretto da: Bradford May
- Scritto da: Philip DeGuere Jr.

### Trama
Il Colonnello Cresswell, nonostante un primo parere negativo da parte del Comitato per le Forze Armate del Senato, viene nominato a capo del JAG, con conseguente promozione al grado di Maggiore Generale. Il primo caso cui deve far fronte è quello dell'uccisione in un'imboscata a Baghdad di Dwight Kanin, un uomo politico molto in vista, recatosi in Iraq per visitare le truppe. Il responsabile viene individuato nel Sergente Mallory, che comandava il plotone cui si aggregò Kanin, al quale viene contestato il fatto di non essere tornato indietro, quando trovò un intoppo sul tragitto, ma di aver deviato ed essere finito in un'imboscata. Mac rappresenta la difesa, Harm l'accusa. In un primo tempo Mallory sembra essere l'unico colpevole, ma ben presto tutta la catena di comando, a partire dal Generale Watson, comandante delle truppe a Baghdad, si assume parte delle responsabilità, in quanto Kanin aveva un atteggiamento superficiale, quasi come se si trovasse in vacanza, e intralciava in parte il lavoro dei Marines.
- Guest star: William Russ (Generale Earl Watson)

## Uomo in mare
- Titolo originale: One Big Boat
- Diretto da: Kenneth Johnson
- Scritto da: Dana Coen

### Trama
Un gruppo di Aspiranti di Marina facenti parte della squadra di vela agonistica, in crociera di esercitazione, tra cui Mikey, il fratello di Bud, si imbatte in una violenta burrasca. Durante le concitate fasi di manovra, l'Aspirante Emma Green cade in mare e muore annegata. Mac conduce le indagini, e rinvia a giudizio il Comandante Lundt, skipper della barca, per mancanza al dovere. Lundt viene accusato di non aver aggirato la burrasca, anzi, di averla attraversata di proposito per allenare l'equipaggio e per battere il record della regata che la squadra stava conducendo. Mattie si ricongiunge definitivamente al padre, e chiede ad Harm di firmare il nulla osta, da presentare al giudice.

## Campo Delta
- Titolo originale: Camp Delta
- Diretto da: Oz Scott
- Scritto da: Larry Moskowitz

### Trama
Al Campo Delta, uno dei campi di prigionia di Guantánamo, tre militari dell'Esercito hanno l'ordine di prelevare un detenuto per un interrogatorio. Questi oppone molta resistenza, e i militari usano la forza per cercare di prelevarlo, causandogli una commozione cerebrale e uno schiacciamento della trachea. Il detenuto è in realtà un militare americano, travestitosi da detenuto per un'esercitazione. Il fatto suscita scalpore, e i tre militari finiscono sotto corte marziale; per evitare che la stampa possa accusare di favoritismo l'Esercito, vengono chiamati Mac e Harm, facenti parte del JAG della Marina, i quali assumono rispettivamente l'accusa e la difesa. Bud è nei guai per aver colpito un insegnante di storia, fervente antimilitarista, che in un negozio di scarpe ha un'animata discussione con Bud stesso e con suo fratello Mikey; Bud, pensando che Mikey stesse per essere colpito, colpisce con un pugno l'insegnante, rompendogli il naso.

## Ritorno dal passato
- Titolo originale: There Goes the Neighborhood
- Diretto da: David James Elliott
- Scritto da: Darcy Meyers

### Trama
Il Capo Jennifer Coates, rientrando una sera a casa, trova la sua vecchia amica Pia Bonfilio che la aspetta sulla porta. Pia era sua amica quando Jennifer era una ladra, ed entrambe frequentavano Vince Dolan, un piccolo trafficante di droga. Pia si sistema per qualche giorno a casa di Jennifer, dichiarando di voler cambiare vita, ma presto Jennifer si rende conto che non tutto quello che Pia dice corrisponde a verità. Una sera Dolan si presenta a casa di Jennifer, quasi aggredendola, e chiedendole il contenuto di una busta presa da Pia. Il giorno dopo Dolan viene trovato morto, e diversi indizi conducono a Jennifer, che chiede aiuto ad Harm. Bud segue il caso del miliardario Nate Wall, che ha acquistato nientedimeno che un F-18, chiedendo alla figlia Stephanie, eccellente pilota di Marina, di insegnargli a pilotarlo. Il primo volo si è quasi concluso con la caduta del velivolo, e il capo squadriglia della Wall intende farla processare.

## Manuale dell'assassino
- Titolo originale: The Man on the Bridge
- Diretto da: Vern Gillum
- Scritto da: Don McGill

### Trama
Su di un ponte viene ritrovata l'auto vuota del Comandante Kohler. Egli è il capo di una sezione medica della Marina dedita a ricerche sulle armi batteriologiche, e la sua scomparsa desta molto scalpore, tanto da far intervenire l'FBI. Il principale sospetto è che si sia suicidato, come suo padre, anch'egli studioso di armi batteriologiche, 32 anni prima. Harm e Mac indagano, assieme all'agente Benton dell'FBI, scoprendo numerosi indizi strani, come la cancellazione totale dell'hard disk del computer di Kohler, e il fatto che poco tempo prima abbia fatto riesumare il cadavere del padre, come se intendesse riaprire il caso. Bud segue il caso del Sergente Maria Hoyos dei Marines, che intende partecipare al torneo interforze di boxe, gareggiando insieme agli uomini, cosa non contemplata dal regolamento. Il Generale Cresswell, appassionato e praticante di boxe, segue il caso da vicino.

## La terapia
- Titolo originale: The Four Percent Solution
- Diretto da: Dennis Smith
- Scritto da: Dana Coen

### Trama
È la vigilia di Natale, Mac sta rientrando a casa in auto sotto una fitta pioggia, e ha un brutto incidente, uscendo di strada e sbattendo violentemente contro un albero. Durante il trasporto in ospedale, in uno stato tra la veglia e l'incoscienza, le ritorna in mente l'incontro avuto con il Comandante Vera McCool, psicologa, due mesi prima. Mac aveva già avuto a che fare in passato con la dottoressa McCool, quando ebbe episodi di violenza incontrollata dopo la sua esperienza con il terrorista Fahd. In quest'ultimo incontro, nato quasi per caso, Mac ripercorre tutta la sua vita sentimentale, i suoi desideri repressi, le sue ansie e le sue paure. Una volta in ospedale, riceve la visita di Harm, che la tranquillizza.

## Oscar
- Titolo originale: Automatic for the People
- Diretto da: Kenneth Johnson
- Scritto da: Philip DeGuere Jr.

### Trama
Un F-14, dopo aver terrorizzato gli abitanti di una piccola cittadina californiana a causa della quota di volo molto bassa, si schianta vicino a una scuola. Harm viene inviato a indagare, coadiuvato sul posto dal tenente Catherine Graves, e subito l'inchiesta appare difficoltosa in quanto il velivolo era utilizzato da una società privata per alcuni test segreti. Interrogando alcuni abitanti della cittadina, Harm scopre che gli F-14 erano in realtà due, in volo uno dietro l'altro, ed esaminando i resti di quello precipitato gli viene il sospetto che non vi fosse alcun pilota a bordo, nonostante il ritrovamento di alcuni resti umani nel luogo dell'impatto. Harm si reca a controllare quest'ultimo sito e si imbatte in Megan Ransford, la quale sta cercando il padre, pittore dilettante, che stava dipingendo vicino alla scuola proprio nelle ore in cui avvenne l'impatto.

## Il sesto giurato
- Titolo originale: The Sixth Juror
- Diretto da: Bradford May
- Scritto da: Paul J. Levine

### Trama
Harm e Mac vengono inviati a Key West, in Florida, per il caso del sergente Foyle. Questi è accusato di aver ucciso Ben Hewitt, poco tempo dopo averlo minacciato in un locale pubblico, perché era in compagnia del tenente Eve Sorrens, della quale Foyle è innamorato e con la quale in passato era uscito per qualche tempo. Harm assume la difesa, Mac l'accusa, e il sergente Coates, che ha accompagnato i due, viene eletta sesto giurato del processo a Foyle. Questo perché, essendo la base di Key West molto piccola, quasi tutto il personale è implicato in qualche modo, o con Foyle, o con la Sorrens, e quindi non può assumere la carica di giurato: solo cinque persone risultano idonee. Le prove contro Foyle sono solo indiziarie, e Harm ben presto indaga in un'altra direzione, con l'aiuto a distanza di Bud. Le cose si complicano ulteriormente quando il sergente Coates, per caso, vede uno degli altri giurati fraternizzare con la Sorrens.

## Cuore di tenebra
- Titolo originale: Heart of Darkness
- Diretto da: Bradford May
- Scritto da: Paul J. Levine

### Trama
Il Capitano Ramsey dei Marines diserta per mettersi a capo di un piccolo esercito privato, in Afghanistan, con lo scopo di trovare e uccidere Osama Bin Laden. Ramsey viene accusato di aver ucciso cinque uomini in un villaggio durante la ricerca di un affiliato ad Al Qaida; il Generale Cresswell invia Mac e Harm in Afghanistan per trovarlo e farlo giudicare da un tribunale americano, ma l'autorità locale prende in consegna Ramsey e lo sottopone a un processo in un proprio tribunale. Mac e Harm devono giocoforza adattarsi alle regole afghane per cercare di difendere Ramsey. Big Bud Senior, il padre di Bud, viene richiamato in servizio dalla Marina, e chiede aiuto a Bud per evitare questo poco gradito ritorno alla vita militare.

## Idoneo al servizio
- Titolo originale: Fit for Duty
- Diretto da: Randy D. Wiles
- Scritto da: Don McGill e Darcy Meyers

### Trama
Una pattuglia di Marines, tra cui il soldato scelto Kilkpatrick, è sotto attacco in Afghanistan; Kilkpatrick improvvisamente esce dal riparo mettendosi a sparare contro gli attaccanti, e poco dopo viene colpito a morte. Il capitano White, comandante del plotone, sostiene che la colpa del comportamento anomalo di Kilkpatrick è da imputare al Comandante Lucy Maron, psichiatra della Marina, che aveva avuto in cura il soldato nei tre giorni precedenti alla disgrazia. White sostiene che la Maron abbia dichiarato Kilkpatrick idoneo al servizio frettolosamente, quando ancora non lo era; il Comandante Maron viene così messa sotto inchiesta per condotta negligente. Mac e Harm indagano per scoprire se vi siano altre possibili cause, e al termine delle indagini assumono rispettivamente l'accusa e la difesa. Bud difende il comandante Stefanopoulos, che si rifiutò di cedere il comando della sua nave quando gli fu ordinato di farlo. La causa è senza speranza di vittoria, ma Stefanopoulos incita Bud affinché esponga il motivo che lo indusse a comportarsi in questo modo. L'accusa è sostenuta dal tenente Tali Mayfield, nuova arrivata al JAG.

## Allarme nel golfo
- Titolo originale: Bridging the Gulf
- Diretto da: Dennis Smith
- Scritto da: Larry Moskowitz

### Trama
Un piccolo peschereccio si avvicina a un terminale petrolifero nel Golfo Persico. Un elicottero della Marina cerca di allontanarlo, e mitraglia il timone dell'imbarcazione; questo causa le proteste ufficiali del governo iracheno. Harm, che deve terminare le prove di qualificazione per l'abilitazione al volo con gli F-18, viene inviato a indagare, sulla portaerei John Kennedy: questo gli permette anche di completare le sue prove. Durante un volo, viene inviato a controllare un piccolo aereo, che si avvicina al terminale e non risponde alla radio. Harm è costretto ad abbattere il velivolo, che pare ospitasse un vice ministro; egli viene sospeso, e viene inviato il Comandante Turner a indagare. I due entrano in contrasto, e la loro amicizia viene messa a dura prova. Mac si occupa del caso del Sergente Genuzzi, che requisì un'automobile con la forza a un giovane iracheno, perché il suo veicolo ebbe un guasto durante una missione. Purtroppo per lui il giovane è il figlio di uno sceicco, che fa pressione sul Generale Cresswell affinché Genuzzi venga condannato. Mac è affiancata dal tenente Gregory Vukovic, un altro nuovo avvocato assegnato al JAG.

## Lo stretto di Malacca
- Titolo originale: Straits of Malacca
- Diretto da: Richard Compton
- Scritto da: Darcy Meyers

### Trama
Una nave indonesiana, alla deriva nello Stretto di Malacca, chiede aiuto per problemi tecnici. La USS Condon risponde alla chiamata, ma il suo aiuto viene respinto; il Capitano Donovan giudica sospetto il comportamento, e chiede al comando cosa fare. Si scopre che la nave è stata assaltata dal pirata e terrorista Akay Anwar, che ha ucciso quasi tutto l'equipaggio della nave. Il Generale Cresswell invia Mac e il Tenente Vukovic per trattare con il terrorista, il quale viene catturato quando cerca di scappare facendosi passare per il comandante della nave. Il governo indonesiano reclama Anwar, ma gli americani sarebbero propensi a farlo giudicare da un proprio tribunale; mentre si discute in merito, Vukovic si introduce furtivamente nella nave indonesiana. Un nuovo equipaggio dovrebbe condurre via la nave, ma questa si dirige verso il porto di Singapore, forse per compiere un attentato; Mac interviene per cercare di sventare il piano criminoso, con l'aiuto di Vukovic. Il Generale Cresswell ha problemi con una delle due figlie, Cameron, guardiamarina e collega di Mikey, fratello di Bud. Cameron ha problemi comportamentali, ma sembra attratta da Mikey.

## Doppio incarico
- Titolo originale: JAG: San Diego
- Diretto da: Vern Gillum
- Scritto da: Larry Moskowitz e Don McGill

### Trama
A causa del persistente maltempo, il Generale Cresswell sposta l'annuale conferenza del JAG da Washington a San Diego. Gli avvocati del JAG si preparano a partire, ma non tutti: partono Mac e i tenenti Mayfield e Vukovic; Bud e il comandante Turner hanno processi in corso, mentre Harm sostituirà momentaneamente il Generale alla guida del JAG. Il coordinatore della conferenza è il tenente Graves. Durante il soggiorno a San Diego, gli avvocati si occupano del caso del Caporale dei Marines Caden Duran, accusato di omicidio preterintenzionale e negligenza per aver involontariamente ucciso un civile in Nicaragua, durante una distribuzione di aiuti umanitari sfociata in una sommossa. Mac assume l'accusa, Mayfield e Vukovic la difesa. Harm è costretto a lasciare quasi subito il posto al JAG perché Mattie, la ragazza della quale fu tutore, ha avuto un brutto incidente aereo, e giace in coma all'ospedale. Qui Harm incontra il padre della ragazza, disperato, che pare abbia ricominciato a bere.

## Cronista di guerra
- Titolo originale: Death at the Mosque
- Diretto da: Bradford May
- Scritto da: Stephen Zito

### Trama
Una pattuglia di Marines, durante un'operazione a Kerbala, in Iraq, subisce un attacco da parte di alcuni cecchini barricati in una moschea. I Marines fanno incursione al suo interno per eliminare i cecchini; con la pattuglia è presente una troupe della ZNN, che riprende tutta l'azione. Al termine, uno dei cecchini è ancora vivo e disarmato, e pare chiedere di non essere ucciso, ma il Soldato Scelto Smith spara e lo uccide, ripreso dalla telecamera della ZNN. Il soldato viene accusato di omicidio preterintenzionale e rinviato alla corte marziale, che si tiene sul posto. Il tenente Vukovic viene inviato a Kerbala per assumere la difesa del soldato, un compito che appare impossibile. Harm continua a vegliare Mattie, che pare migliorare, seppur rimanendo in coma; il padre della ragazza è ormai in preda all'alcool, e Harm lo trova fuori da un bar completamente ubriaco. Il Generale Cresswell chiede un favore a Mac: parlare con la figlia Cameron, che è in crisi e vorrebbe lasciare l'Accademia.

## Due città
- Titolo originale: Two Towns
- Diretto da: Kenneth Johnson
- Scritto da: Dana Coen

### Trama
Un attentato dinamitardo in un campo di riservisti della Marina in Iraq costa la vita a 17 soldati. Essi erano tutti quanti originari di Kresge, una piccola cittadina dell'Oklahoma, e solamente uno di essi, per un caso fortuito, si salva. Harm e Bud si recano nella cittadina per fornire supporto legale ai parenti delle vittime, e accolgono assieme agli abitanti il superstite, il Caporale Van Arsdale. Pochi giorni dopo il locale centro di reclutamento della Marina viene dato alle fiamme, e lo Sceriffo arresta proprio il Caporale Van Arsdale, come probabile autore del gesto. La cittadina fa scudo attorno al ragazzo, in quanto nessuno crede che egli possa essere colpevole, e pretende che la corte marziale, cui il Caporale è stato deferito, si tenga in loco. Mac vola in Iraq, per sentire le ragioni della madre di Ma'Mun Al-Reza. Costui è un giovane iracheno, collaboratore della Marina, che è stato visto uscire in tutta fretta dalla tenda in cui si trovavano i riservisti poco prima dell'esplosione, e che quindi è stato arrestato e sottoposto a interrogatorio dal comando americano; la madre Amani sostiene con forza la sua innocenza, e Mac, in un primo tempo scettica, conduce delle indagini che potrebbero portare a una verità differente da quanto apparso a prima vista.

## Milite ignoto
- Titolo originale: Unknown Soldier
- Diretto da: Michael Vejar
- Scritto da: Aurorae Khoo, Stephen Lyons e Joseph C. Wilson

### Trama
La salma di un soldato americano morto nel Laos nel 1969 viene rimpatriata negli Stati Uniti. Il soldato non ha nome, in quanto privo di piastrine di riconoscimento: ciò è normale, poiché le missioni americane nel Laos erano segrete. William Cresswell, fratello del Generale e reduce della guerra del Vietnam, chiede al Generale di condurre un'indagine, poiché, vista la zona di ritrovamento del cadavere, ha il presentimento che si tratti del corpo del Tenente Joe Johnson, pilota di elicottero, che salvò l'unità in cui prestava servizio prima di precipitare. Il Generale invia il Tenente Vukovic in Louisiana, stato nativo di Johnson, dove trova ad aspettarlo il Tenente Graves. I due scoprono l'esistenza di Elroy Johnson, fratello di Joe, e cominciano a cercarlo per ottenere il suo DNA in modo da confrontarlo con il DNA della salma. Elroy è un chitarrista; comincia così un viaggio sulla strada del blues che condurrà i due nei più antichi locali dove si suona questa musica. Mac e Bud difendono il Tenente Chang, una dottoressa della Marina, che in un ospedale da campo in Iraq ha disobbedito a un ordine, somministrando un farmaco a una bambina irachena ferita nel tentativo di salvarla. Il farmaco era presente in scorte ridotte, e la dottoressa ebbe l'ordine di preservarlo per eventuali utilizzi con i soldati americani. Harm rappresenta l'accusa.

## Uno strano idillio
- Titolo originale: Dream Team
- Diretto da: Vern Gillum
- Scritto da: Larry Moskowitz e Don McGill

### Trama
I sottufficiali Ferro e Sanhuinius, imbarcati sulla portaerei USS Carl Vinson, vengono alle mani, e Ferro, di statura e corporatura molto inferiore a Sanhuinius, ha la meglio. Sanhuinius perde conoscenza e poco tempo dopo muore; Ferro viene indagato per omicidio colposo. Il Generale Cresswell affida la difesa al Tenente Vukovic, ma gli affianca Harm, affinché questi possa aiutarlo con la sua esperienza. Tra i due, molto simili come carattere, sono subito scintille, ma in seguito l'uno comincia ad apprezzare l'altro, vicendevolmente, e la causa sembra volgersi a favore; i due però non hanno tenuto conto dello zelo e della bravura di Bud, rappresentante dell'accusa. Mac difende il Marinaio Bander, che ha lasciato uscire da un acquario due delfini, impiegati in un progetto di addestramento per scopi militari. Mattie finalmente esce dal coma e si risveglia, trovando accanto Harm ma non il padre, ormai completamente in preda all'alcool. L'episodio termina con un annuncio molto importante da parte del Generale Cresswell.

## Il destino non fa le valigie
- Titolo originale: Fair Winds and Following Seas
- Diretto da: Bradford May
- Scritto da: Stephen Zito

### Trama
L'episodio inizia con l'annuncio che conclude l'episodio precedente: il Segretario della Marina e gli Alti Comandi hanno istituito un centro congiunto di assistenza legale per militari della Marina e Marines, con sede a San Diego, in California; a presiedere il centro è stata scelta Mac. Harm invece viene destinato al comando del JAG in Europa, con sede a Londra, e contestualmente viene promosso al grado di Capitano di Vascello. Il fatto crea turbamento nei due, poiché questa grande distanza porrebbe fine al sogno di una vita insieme, che pareva essere pronto a concretizzarsi. Ognuno di essi ripensa al passato, alle vicende e ai momenti vissuti insieme da quando i due si sono conosciuti, nove anni prima. Il tenente Vukovic è chiamato a risolvere un problema: Walter Evans, un ragazzo di sedici anni, ha falsificato il certificato di nascita per arruolarsi nel corpo dei Marines, seguendo le orme del padre, Marine anch'egli, morto in Iraq. Il ragazzo è un'ottima recluta, e si rifiuta di tornare a casa con la madre; Vukovic dovrà inventare un modo per farlo congedare salvando il suo onore. Harm, infine, prende una decisione molto importante: chiede a Mac di sposarlo, e Mac accetta. Uno dei due dovrà però rinunciare per forza all'incarico assegnato: la scelta viene affidata alla sorte, Bud lancia in aria una moneta, e il risultato deciderà la vita futura dei due futuri sposi.